# Le Casque d'Agris (bande dessinée)
Pour les articles homonymes, voir Casque d'Agris.
Le Casque d'Agris est une bande dessinée historique scénarisée par Silvio Luccisano, dessinée par Laurent Libessart et Claire Bigard, publiée en quatre tomes entre 2005 et 2016 par l'association Assor Histoire et BD. Située en Gaule vers le milieu du IIIe siècle av. J.-C., elle imagine une aventure tournant autour d'un objet réel, le casque d'Agris, en recourant à une documentation poussée pour restituer le contexte historique en fonction des découvertes les plus récentes à sa parution.

## Résumé

### Tome 1:Le Sanctuaire interdit
L'histoire commence vers le milieu du IIIe siècle av. J.-C., au nord de la Gaule. Lors d'une attaque, les Bellovaques ravagent un village où se trouve la princesse Vérana, la fille de Sadullos, le roi des Sénons. Faite prisonnière, Vérana entend les guerriers discuter de leurs projets de conquêtes contre son peuple. Pendant ce temps, un jeune voyageur solitaire, Agris, arrive dans la région, suivi discrètement par des guerriers hostiles. Lors d'une pause dans la forêt, Vérana tente de s'évader et elle y parvient grâce à l'intervention d'Agris qui arrive au beau milieu du combat. Cependant, dans la mêlée, un guerrier bellovaque subtilise à Agris un casque d'apparat d'une grande valeur auquel il tient plus qu'à sa vie. 
Vérana emmène Agris chez les Sénons et prend la parole au conseil pour prévenir son peuple des projets d'invasion des Bellovaques. Son témoignage décisif met les Sénons sur le pied de guerre, provoquant le dépit de Commundatos, qui cherchait à endormir leur vigilance puisqu'il œuvre secrètement au service des Bellovaques. Le roi Sadullos, reconnaissant envers Agris, promet de l'aider à reprendre possession de son casque. Chez les Sénons, Agris retrouve contre toute attente le druide Dumnos, qui l'a connu enfant. Agris finit par lui confier son lourd secret : son père, Gédémos, a été assassiné par une conjuration menée par le noble Doiros et le druide Granos. Agris, incapable de leur résister, s'est enfui : depuis, il s'accuse de lâcheté. Dumnos rassure Agris et lui apprend qu'il accompagnera les éclaireurs Sénons qui partiront, le soir venu, pour observer l'armée des Bellovaques. Agris se joint à ces éclaireurs. 
En capturant des Bellovaques, les éclaireurs apprennent que Viromandat, le roi des Bellovaques, a consacré le casque d'Agris dans un sanctuaire du dieu de la guerre Taranis en échange de l'aide du dieu dans le conflit à venir. Agris est désemparé : comment récupérer un casque dans un sanctuaire ? Dumnos lui vient en aide et met en place un rituel approprié : Agris et Dumnos s'aventurent seuls dans le sanctuaire pendant que les éclaireurs montent la garde. Agris prête serment au dieu de ne pas dormir sous un toit et de ne pas retourner chez lui avant d'avoir aidé les Sénons dans leur guerre, d'être allé affronté le roi des Bellovaques et d'avoir rapporté ses dépouilles en offrande à Taranis. Dumnos, quant à lui, jure au dieu de tuer Agris s'il devait manquer à son serment. Soudain, les éclaireurs leur donnent l'alerte : des Bellovaques approchent, supérieurs en nombre. Les éclaireurs sénons se préparent à un combat désespéré, mais un prodige survient : un corbeau qui semblait garder le sanctuaire aide Agris contre ses ennemis. Agris reconnaît le chef de la troupe : il n'est autre que Granos. Tous deux s'affrontent en duel et Agris en sort vainqueur. Ayant récupéré son casque, Agris peut se joindre aux Sénons.

## Liste des albums
1. Le sanctuaire interdit, scénario de Silvio Luccisano, dessins de Laurent Libessart, couleurs de Robakowski, St Martin du Bec, Assor-Hist, février 2005.  (EAN 9782951666054)
2. L'Or des Senons, scénario de Silvio Luccisano, dessins de Laurent Libessart, couleurs de Mamba, St Martin du Bec, Assor-Hist, novembre 2008.  (EAN 9782951666092)
3. Le Cœur ou la raison, scénario de Silvio Luccisano, dessins de Claire Bigard, St Martin du Bec, Assor-Hist, septembre 2012.  (EAN 9782358900058)
4. Le Choix, scénario de Silvio Luccisano, dessins de Claire Bigard, St Martin du Bec, Assor-Hist, novembre 2016.  (EAN 9782358900157)